# Wortelvlieg
De wortelvlieg (Chamaepsila rosae synoniemen: Musca rosae (Fabricius, 1794), Psila rosae (Fabricius, 1794) en Chamaepsila henngi (Tompson & Pont, 1994)) is een in Nederland en aangrenzend Duitsland en België vaak voorkomend insect dat peen, selderij, peterselie, maar ook uien en prei beschadigt. De vlieg legt haar eitjes nabij de wortels van deze gewassen.
Per jaar kan een wortelvlieg twee of drie generaties voortbrengen. De wortelvlieg overwintert nabij de wortelen als pop of als made in de wortel. Hierdoor komen in het voorjaar, april-begin mei, wortelvliegen vooral in de buurt van waar de planten het vorig jaar gestaan hebben uit de grond. De wortelvlieg is 4–5 mm lang, zwart met een groenachtige tint. De ronde kop is roestbruin. Het achterlijf is ovaal en korter dan de vleugels. In de namiddag en avond worden per vlieg 100-120, melkwitte, ovale eitjes afgezet op 5 mm afstand van de wortels. Na 4-17 dagen komen de sigaarvormige larven uit de eitjes, die tijdens de groei buiten de wortel twee keer vervellen. De jonge maden van de wortelvlieg eten wortelhaar, waarbij nog geen al te grote schade aan het gewas optreedt. Vanaf drie a vier weken veroorzaken de maden echter wormstekigheid van de wortelen, waarbij de plant wel substantiële schade oploopt. De 6–10 mm lange maden verpoppen op een diepte van 4–10 cm.
Vliegen van de tweede generatie verschijnen in juli-augustus en die van de derde generatie in september-oktober.

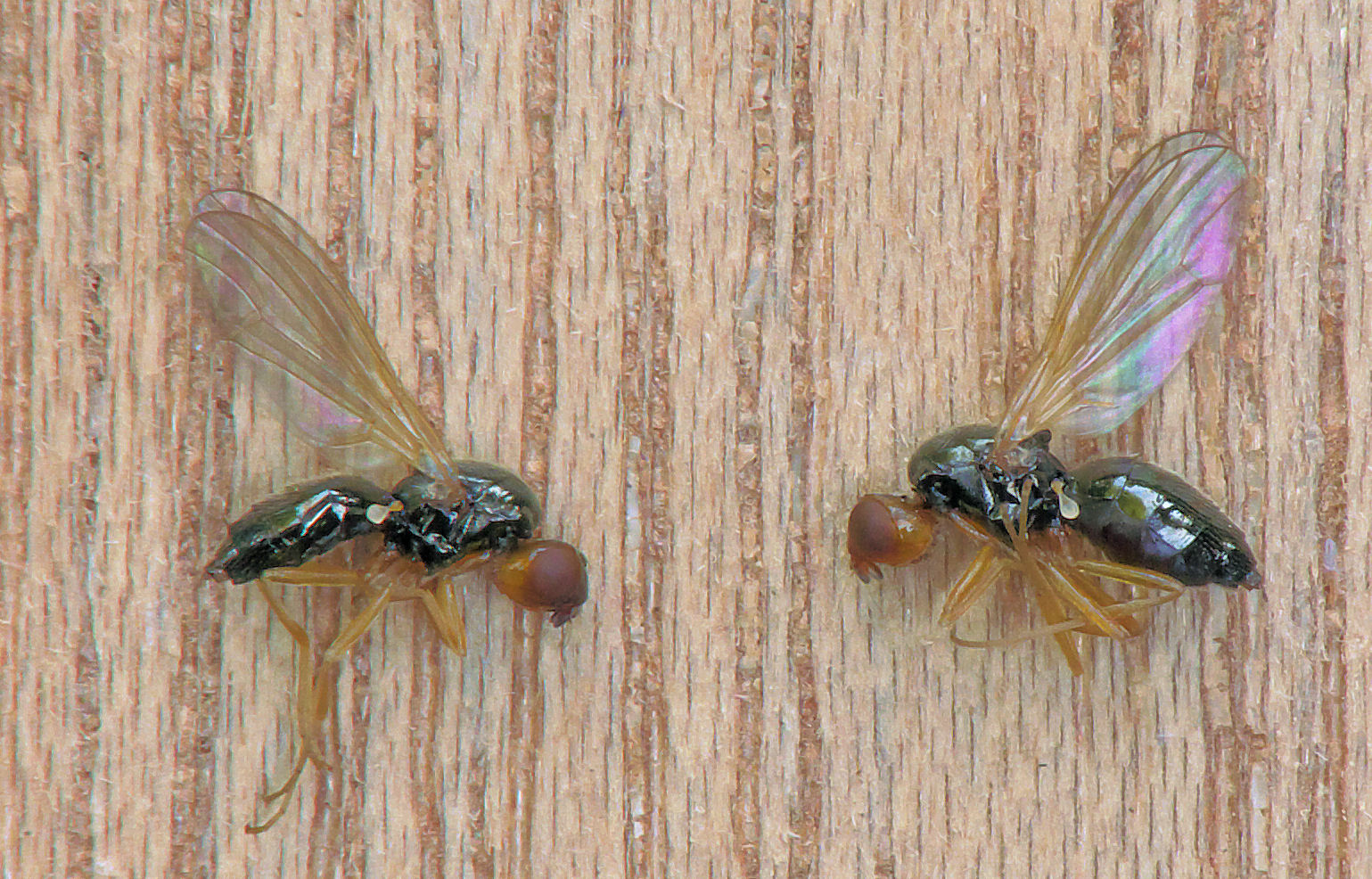
Wortelvliegen, 5-6 mm lang

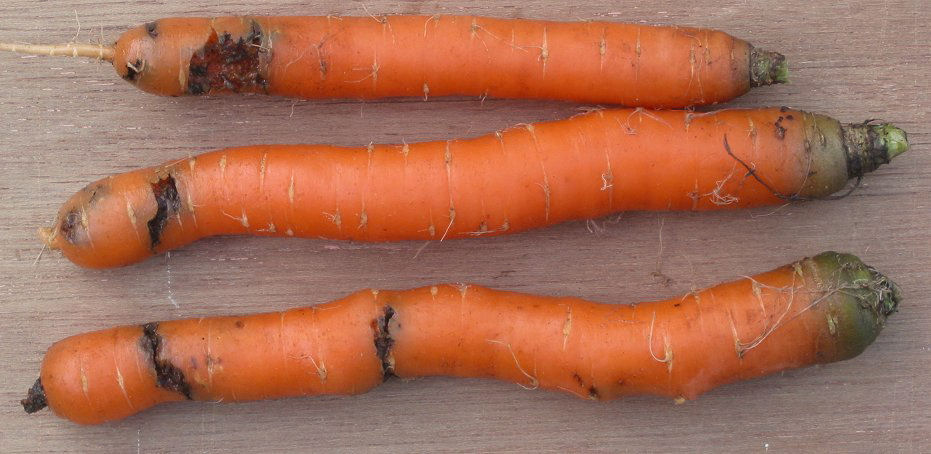
late aantasting door wortelvlieg bij Amsterdamse Bak

| Mediabestanden Commons heeft media  bestanden in de categorie Chamaepsila rosae . |